# Kamen Rider ZO
Kamen Rider ZO (jap. 仮面ライダー ZO Kamen Raidā Zetto Ō) – japoński film tokusatsu należący do sagi Kamen Rider. Miał swoją premierę 17 kwietnia 1993 roku. Film został wyreżyserowany przez Keitę Amemiyę. Jest on również autorem koncepcji wyglądu potworów i tytułowego bohatera.

## Fabuła
Masaru Asō (麻生 勝 Asō Masaru) był asystentem genetyka – doktora Mochizukiego. Bez własnej woli był używany przez naukowca jako królik doświadczalny w badaniach mających na celu stworzenie istoty zwanej Neo Organizmem. Na skutek doświadczeń zyskał on możliwość transformacji w zielonego humanoida przypominającego konika polnego. Masaru uciekł w góry i dwóch latach śpiączki został przebudzony przez telepatyczny przekaz, który mówił mu o ochronie syna naukowca – Hiroshiego. Postanawia odnaleźć chłopca i gdy zostaje on zaatakowany przez potwora Dorasa okazuje się, że Neo Organizm planuje porwać Hiroshiego i zmienić go w mutanta. Masaru przemienia się w Kamen Ridera ZO i ratuje chłopca, jednak on myśli, że ZO jest zły. Uciekając od Masaru, Hiroshi postanawia schronić się u swej grupy sztuk walki, ale zostają oni zaatakowani przez tajemniczego Człowieka-Nietoperza. ZO walczy z potworem, zaś do osłonienia ucieczki monstrum przychodzi kolejna istota stworzona przez Neo Organizm – Kobieta-Pająk. Nietoperz postanawia zwabić chłopca i przybiera kształt jego ojca. Hiroshi trafia do Neo Organizmu, a Masaru postanawia go ratować. Odkrywa też, że doktor Mochizuki sam został wchłonięty przez Neo Organizm i wkrótce umiera błagając Masaru, aby ten wybaczył mu zmienienie go w mutanta. ZO stacza ostateczny pojedynek ze wskrzeszonym Dorasem, a po jego śmierci niszczy również Neo Organizm i ucieka z Hiroshim. Po oddaniu Hiroshiego w opiekę jego dziadkowi, Masaru opuszcza dwójkę i rozpoczyna nowe życie.

## Obsada
- Masaru Asō/Kamen Rider ZO: Kō Domon (także Sieg w Blue SWAT)
  - Kamen Rider ZO: Jirō Okamoto (kostium)
- Hiroshi Mochizuki: Shōhei Shibata (także Akomaru w Dairanger)
- Doktor Mochizuki: Isao Sasaki
- Seikichi Mochizuki: Hiroshi Inuzuka
- Reiko: Naomi Morinaga (także Annie w Shaider)
- Kuroda: Kenji Oba (także Gavan w Gavan)
- Nishimura: Masaru Yamashita (także Ryouma Kagawa/Fire w Winspector)
- Miyazaki: Iori Sakakibara (także Ken Ookuma/Keace w Exceedraft)
- Neo Organizm/Doras: Shingo Yuzawa (głos)